# رادیو بلژیک
رادیو بلژیک (انگلیسی: Radio Belgique) برنامه‌های رادیویی بود که در طول جنگ جهانی دوم از لندن در بلژیک تحت اشغال آلمان پخش می‌شد. رادیو بلژیک با حمایت دولت بلژیک در تبعید تولید شد و بخشی از سرویس اروپایی بی‌بی‌سی بود.